# Madras-Katamaran

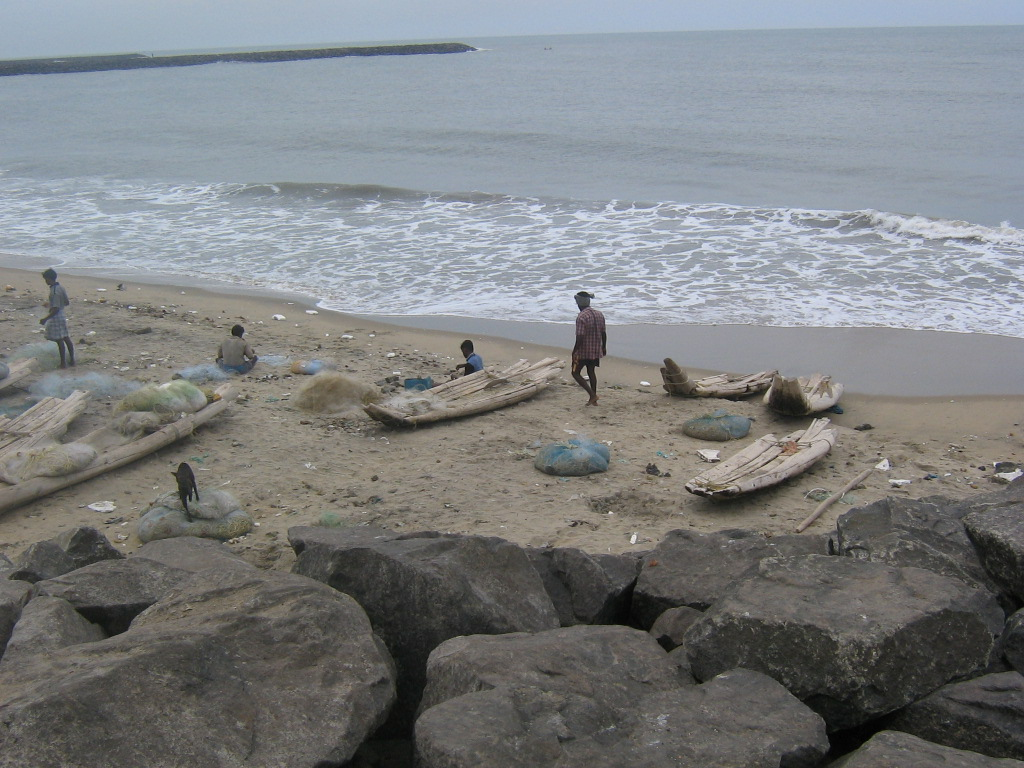
Madras Katamarane am Strand

Der Madras-Katamaran ist ein kleiner indischer Floßtyp. Trotz des Namens handelt es sich nicht um einen Katamaran, sondern um ein Floß.

## Geschichte
Der Name Madras-Katamaran wurzelt in der ursprünglichen aus dem Tamilischen stammenden Bedeutung des Wortes Katamaran, das ein Boot aus zusammengebundenen Baumstämmen beschreibt. Der Floßtyp ist seit Jahrhunderten an der indischen Koromandelküste weit verbreitet und wird bis in die jüngste Neuzeit überwiegend zur Fischerei genutzt.

## Bauweise
Die Madras-Katamarane bestehen aus mehreren grob behauenen, in Längsrichtung zusammengebundenen Holzstämmen. Der mittlere Stamm liegt tiefer, wogegen die seitlichen Stämme jeweils zu den Seiten hin etwas höher angebracht sind. Im vorderen Bereich sind einige Hölzer so an das Floß gebunden, dass sie in einem Winkel nach oben weisen und eine einfache Art Steven bilden, der vor Spritzwasser oder überkommenden Wellen schützt. Auch die traditionell zum Antrieb verwendeten Ruder sind nennenswert, bestehen sie doch aus gebogenen Hölzern mit einer winkligen Kante, die als Handgriff dient.